# جوجل كود جام
جوجل كود جام هي مسابقة على الإنترنت أنشأتها جوجل، المسابقة عن حل مشاكل الخوارزميات.أي لغة برمجة يمكن استخدامها.أكثر من 10 آلاف شخص من أكثر من 128 دولة اشتركوا في مسابقة 2008.

## النقاد
ان المسابقة تستهدف أحسن المتسابقين للعمل في جوجل.في الأصل انشأت المسابقة على شكل مجتمع كود جام وكان للمبرمجين المهتمين بالبرمجة، ولكن الآن تديرها جوجل وقد وضعت $10,000 كجائزة اولي.

## وصلات خارجية
- الموقع الرسمي